# Casimir Aumacellas i Salayet
Casimir Aumacelles i Salayet (Palafrugell, Baix Empordà, 8 de març de 1908 - Barcelona, 12 de novembre de 1996) fou un esportista, fotògraf i apassionat de l'esport català, un dels forjadors de la història esportiva de Catalunya.

## Biografia
Des de ben jove i donades les seves capacitacions i complexió física, va practicar tota mena d'esport i així com a jugador de bàsquet va formar part de l'equip del Futbol Club Barcelona durant set anys (1927-1934). Les dues últimes temporades va ser capità del primer equip. També va practicar la natació i va formar part del Col·legi Català d'Àrbitres Oficials de Natació, actuant com a cronometrador i jutge de salts. Per acabar, i com a gran afeccionat a la muntanya i membre del club esportiu Núria, practicà l'esquí alpí durant cinquanta anys.
La seva afecció a l'esport i la seva amistat amb Salvador Fábregas, president del RACC de 1957 a 1985, el va portar a participar en nombrosos ral·lis de l'època (Ral·li de Montecarlo, Ral·li Lisboa-Estoril, Coupe des Alpes, Ral·li Barcelona-Andorra, Vuelta a España, Campionat de Catalunya). Va col·laborar amb la junta directiva del RACC i participà en l'organització del Gran Premi d'Espanya de Fórmula 1, Gran Premi de Barcelona, Campionat d'Europa, Pujada al Montseny, ral·li de cotxes antics Barcelona-Sitges i finalment ral·li París-Barcelona-Dakar. Fou el primer ciutadà de l'Estat que assolí el càrrec de Comissari Esportiu Internacional l'any 1938 i va rebre diferents premis i condecoracions com a la medalla del mèrit esportiu l'any 1970 o l'ensenya d'or del Reial Moto Club de Catalunya l'any 1978.

### Com a fotògraf
Aumacelles també practicà la fotografia i el cinema. De ben jove, amb una càmera Pathé Baby, va apropar-se al cor polític de la ciutat, la plaça Sant Jaume, cada cop que, des del seu lloc de treball en un carrer proper, s'assabentava d'algun acte o esdeveniment. Així va poder captar imatges úniques des d'angles i posicions que operadors professionals no aconseguiren. Com a càmera també s'interessà per la filmació d'activitats esportives, especialment combats de boxa i carreres d'automòbils i de motocicletes. Com a fotògraf va guanyar el premi al millor reportatge fotogràfic durant el ral·li Lisboa-Estoril. Aumacelles va morir a Barcelona el 12 de novembre de 1996.

## Fons personal
El seu fons personal es conserva a l'Arxiu Nacional de Catalunya. El fons fílmic de Casimir Aumasellas s'estructura en dos grans blocs: política i esports. Sota l'epígraf política s'aplega tot el material filmat entre 1931 i 1936, que fou posteriorment muntat i comentat per l'autor amb el títol Plaça de Sant Jaume: la història i passa. Sota l'epígraf esports, s'apleguen 11 filmacions que recullen des del famós combat de boxa Uzcudum-Carrera de 1930 a les carreres del Gran Premi de la Pau de 1967.